# Flores de Goiás
Flores de Goiás este un oraș în Goiás (GO), Brazilia.